# Absolute Duo
Absolute Duo (яп. アブソリュート・デュオ) — ранобэ, написанное Такуми Хирагибоси, проиллюстрированная Ю Асабой и изданная издательством Media Factory. В 2014 году была анонсирована аниме-адаптация манги. Выход аниме-адаптации состоялся в январе 2015 года.

## Мир
Наномашины, которые вводятся в тело человека, повышают способности, силу и выносливость людей до недоступного простым людям. Человек получает оружие «Блейз», воплощение души человека. Это оружие наносит урон душе противника. Пользоваться этим оружием обучают в академии Курю. Поступление в академию начинается со вступительного экзамена, у которого нет правил. После поступления им назначается напарник (дуо) с которым они должны будут жить и обучаться вместе.

## Сюжет
Главный герой, Тору Коконоэ приходит в академию Курю. Он совместим с Люцифулом и ему удаётся поступить в академию. Однако, его Блейз материализуется не в форме оружия, а в форме щита. Он становится первым обладателем Блейза защитного типа, за что его зовут «неправильный».

## Персонажи
Тору Коконоэ (яп. 九重 透流) — главный персонаж истории, является первым обладателем защитного «Клейма». Является партнёром Юриэ. Пришёл в академию Курю для того, чтобы найти силы для мести за свою младшую сестру, погибшей в его прошлом. Его клеймо не предназначено для боёв, поэтому вместо Клейма использует кулаки для атаки.
Сэйю: Ёсицугу Мацуока
Юриэ Сигтуна (яп. ユリエ・シグトゥーナ) — ученица академии Курю, партнёр Тору. Является принцессой страны Гимли, которая находится в северной Европе. Выучила японский от матери работающей переводчиком, но несмотря на это «Да» и «Нет» она произносит на шведском языке. В академию Курю пришла, чтобы найти силы для мести за гибель своей семьи в прошлом.
Сэйю: Нодзоми Ямамото
Томоэ Татибана (яп. 橘 巴) — одноклассница Тору и Юриэ. Она хорошо обладает боевыми искусствами и очень умна. Любит заботиться о людях, особенно за Мияби, которая стала её партнёром.
Сэйю: Аяка Имамура
Мияби Хотака (яп. 穂高 みやび) — одноклассница Тору и Юриэ, является партнёром Томоэ. Стеснительная и у неё малая выносливость. Влюблена в Тору.
Сэйю: Аяка Имамура
Лилит Бристоль (яп. リーリス・ブリストル) — ученица, переведённая из Англии, из богатой семьи. С малых лет обучается стрелковым оружием, поэтому её Клеймо — ружьё. В Японию она прибыла чтобы сформировать дуэт с Тору, но Тору это предложение отверг. Позже влюбилась в Тору и объявила его своим будущим мужем.
Сэйю: Харука Ямадзаки

## Адаптации

### Ранобэ
Первый том ранобэ был опубликован 24 августа 2012 года изданием Media Factory в журнале MF Bunko J. На 24 июля 2015 года опубликовано 9 томов ранобэ.
Список ранобэ
| № | Заглавие           | Дата публикации  | ISBN                   |
| - | ------------------ | ---------------- | ---------------------- |
| 1 | 告白は蒼刻の夜に   | 24 августа, 2012 | ISBN 978-4-04-066487-3 |
| 2 | 嘘と真と赤い紅     | 25 декабря, 2012 | ISBN 978-4-04-066470-5 |
| 3 | 渚に揺れる恋物語り | 25 июня, 2013    | ISBN 978-4-8401-5228-0 |
| 4 | 黎明せし異能の境界 | 15 ноября, 2013  | ISBN 978-4-04-066029-5 |
| 5 | 闇ノ銀狼、光ノ深淵 | 25 марта, 2014   | ISBN 978-4-04-066312-8 |
| 6 | 風と焔と雷と       | 25 июля, 2014    | ISBN 978-4-04-066911-3 |
| 7 | 禁忌の果実         | 25 декабря, 2014 | ISBN 978-4-04-067312-7 |
| 8 | Memories Connect   | 25 марта, 2015   | ISBN 978-4-04-067473-5 |
| 9 | Ashes to Ashes,    | 24 июля, 2015    | ISBN 978-4-04-067717-0 |

### Манга
По данному произведению была создана сэйнэн манга и начала выходить с 27 апреля 2013 года изданием Media Factory в журнале Monthly Comic Alive в формате издания танкобон. Также с 26 октября 2014 года публикуется манга в формате Ёнкома под названием Absolute Duo Tea Party (яп. アブソリュート・デュオ TEA PARTY)

### Аниме
В 2014 году была анонсирована аниме-адаптация ранобэ, премьера которого состоялась 4 января 2015 года. Аниме сериал транслировался на каналах AT-X, Tokyo MX и KBS.
Список серий
| №. | Название серии                                                                         | Трансляция в Японии |
| -- | -------------------------------------------------------------------------------------- | ------------------- |
| 1  | Blaze «Bureizu» (焔牙/ブレイズ)                                                        | 4 января, 2015      |
| 2  | Duo «Dyuo» (絆双刃/デュオ)                                                             | 11 января, 2015     |
| 3  | Avenger «Avenjā» (復讐者/アヴェンジャー)                                               | 18 января, 2015     |
| 4  | Exception «Ekusepushon» (特別/エクセプション)                                          | 25 января, 2015     |
| 5  | Level Up «Reberuappu» (位階昇華/レベルアップ)                                          | 1 февраля, 2015     |
| 6  | Survive «Sabaibu» (生存闘争/サバイブ)                                                  | 8 февраля, 2015     |
| 7  | Silver-Blonde, Yellow Topaz «Gin'iro no kami Koganeiro no kami» (銀色の髪, 黄金色の髪) | 15 февраля, 2015    |
| 8  | Selection «Hinpyō-kai» (品評会/セレクション)                                           | 22 февраля, 2015    |
| 9  | Rebels «Ribērusu» (神滅部隊／リベールス)                                               | 1 марта, 2015       |
| 10 | Reign Conference «Reinkanfarensu» (七芒夜会/レインカンファレンス)                      | 8 марта, 2015       |
| 11 | Killing Game «kiringugēmu» (殺破遊戯/キリングゲーム)                                   | 15 марта, 2015      |
| 12 | Absolute Duo «Abusoryūto Dyuo» (絶対双刃/アブソリュート・デュオ)                       | 22 марта, 2015      |